# Saint-Marin au Concours Eurovision de la chanson 2020
Saint-Marin était l'un des quarante et un pays participants prévus du Concours Eurovision de la chanson 2020, qui aurait dû se dérouler à Rotterdam aux Pays-Bas. Le pays aurait été représenté parla chanteuse Senhit, sélectionnée en interne par le diffuseur San Marino RTV, et sa chanson Freaky!, sélectionnée via un vote en ligne. L'édition est finalement annulée en raison de la pandémie de Covid-19.

## Sélection
Le diffuseur saint-marinais San Marino RTV annonce sa participation à l'Eurovision 2020 le 21 mai 2019. C'est le 5 mars 2020 que le diffuseur annonce que sa représentante, sélectionnée en interne, sera Senhit. La chanson est choisie par un vote en ligne du 7 mars 2020 à 9 h jusqu'au 8 mars 2020 à 23 h 59.
| Chanson  | Place |
| -------- | ----- |
| Freaky!  | 1     |
| Obsessed | 2     |

Le vote en ligne se conclut par la victoire de la chanson Freaky!, qui sera donc interprétée par Senhit à l'Eurovision.

## À l'Eurovision
Saint-Marin aurait participé à la deuxième demi-finale, le 14 mai puis, en cas de qualification, à la finale du 16 mai 2020.
Le 18 mars 2020, l'annulation du Concours en raison de la pandémie de Covid-19 est annoncée.